# Wulkany w Demokratycznej Republice Konga

Wielki Rów Zachodni i Wielki Rów Wschodni w regionie Wielkich Jezior Afrykańskich

Wulkany w Demokratycznej Republice Konga – lista wulkanów leżących na terenie Demokratycznej Republice Konga.
Wschodnia część Demokratycznej Republice Konga leży na obszarze Wielkiego Rowu Zachodniego, który częściowo jest wypełniony jeziorami – leżą tu m.in. jeziora Alberta, Edwarda, Kiwu, Mweru i Tanganika . Wzdłuż rowu rozciągają się z północy na południe góry Mitumba dochodzące do 2990 m n.p.m.  Między jeziorami Alberta i Edwarda leży pasmo Ruwenzori z najwyższym szczytem kraju – Szczytem Małgorzaty na Górze Stanleya (5109 m n.p.m.) . Na północ od jeziora Kiwu wznoszą się wulkaniczne masywy Wirunga , które rozciągają się na terytorium Ugandy i Rwandy. Leży tu 8 wulkanów, przy czym dwa najbardziej aktywne Nyamuragira i Nyiragongo znajdują się na terytorium Demokratycznej Republiki Konga w Parku Narodowym Wirunga.

## Wulkany
Poniższa tabela przedstawia listę wulkanów Demokratycznej Republice Konga według zestawienia zamieszczonego u Sieberta (2011):
Nazwa – polska nazwa;
Położenie – współrzędne geograficzne;
 Wysokość – wysokość w m n.p.m. (w przypadku wulkanów aktywnych może się zmieniać);
Aktywność – data ostatniej erupcji dla wulkanów aktywnych;
Opis – krótki opis.
| Zdjęcie | Nazwa       | Położenie                                | Wysokość | Aktywność   | Opis |
| ------- | ----------- | ---------------------------------------- | -------- | ----------- | --- |
|         | May-Ya-Moto | 0°55′48″S 29°19′48″E/-0,930000 29,330000 | 950      | fumarole    | |
|         | Nyamuragira | 1°24′29″S 29°12′00″E/-1,408056 29,200000 | 3058     | 2020        | Wulkan tarczowy zbudowany ze skał bazaltu ok. 25 km na północ od jeziora Kiwu na terenie Parku Narodowego Wirunga. Na szczycie niewielka kaldera. Najbardziej aktywny wulkan w Afryce. Wyrzucił ogromne ilości lawy, które pokryły 1500 km² Wielkiego Rowu Zachodniego.                                                                                      |
|         | Nyiragongo  | 1°31′20″S 29°15′00″E/-1,522222 29,250000 | 3470     | 2021        | Stratowulkan zbudowany ze skał ultrazasadowych na północ od jeziora Kiwu na terenie Parku Narodowego Wirunga. W głębokim kraterze znajdowało się jezioro lawowe, z którego lawa wydostała się w 1977 roku, powodując wiele ofiar śmiertelnych. Wiele ofiar śmiertelnych spowodowały również erupcje lawy w 2002 i 2021 roku, które zalały część miasta Goma. |
|         | Karisimbi   | 1°30′00″S 29°27′00″E/-1,500000 29,450000 | 4490     | 8050 p.n.e. | Wygasły stratowulkan zbudowany przede wszystkim z trachybazaltu na granicy Demokratycznej Republiki Konga z Rwandą. |
|         | Bisoke      | 1°27′39″S 29°28′54″E/-1,460833 29,481667 | 3696     | 1957        | Drzemiący stratowulkan zbudowany przede wszystkim z trachyandezytu na południu masywu Wirunga. W kraterze wulkanu leży jezioro. |
|         | Tshibinda   | 0°19′12″S 28°45′00″E/-0,320000 28,750000 | 1460     | n.a.        | Pole wulkaniczne na zachód od jeziora Kiwu w pobliżu granicy z Rwandą, złożone z trzech bazaltowych stożków wulkanicznych. |